# Rugat
Rugat è un comune spagnolo di 183 abitanti situato nella comunità autonoma Valenciana.